# Bodo von Dewitz
Bodo Balthasar von Dewitz (* 11. April 1950 in Göttingen; † 17. November 2017 in Bonn) war ein deutscher Kunsthistoriker. Sein Arbeitsschwerpunkt war die historische Fotografie.

## Leben
Bodo von  Dewitz studierte nach einer begonnenen kaufmännischen Lehre im Kunsthandel zunächst von 1971 bis 1976 Germanistik, Geschichte und Pädagogik in Hamburg. Nach dem Staatsexamen folgte 1977 bis 1985 ein Studium der Kunstgeschichte in Berlin und Hamburg, das er mit der Promotion zum Dr. phil. bei  Martin Warnke abschloss.
Bereits während seines Studiums inventarisierte er im Hamburger Museum für Kunst und Gewerbe die dortige Daguerreotypiensammlung. 1985 übernahm er die Leitung des Agfa Foto-Historama im Wallraf-Richartz-Museum/Museum Ludwig in Köln. Er wurde später Leiter der Fotografischen Sammlungen und stellvertretender Direktor des Museum Ludwig. Im Frühjahr 2013 ging Bodo von Dewitz in den Ruhestand.
2004 verlieh ihm die Philosophische Fakultät der Friedrich-Wilhelms-Universität Bonn, an der er seit 1989 Lehrveranstaltungen durchführte, den Titel Honorarprofessor.
Bodo von Dewitz war verheiratet und hatte zwei Kinder.

## Wirken
Bodo von Dewitz konzipierte eine Vielzahl herausragender und viel beachteter Ausstellungen, seine erste bereits während der Studienzeit im Städtischen Museum Braunschweig über Kriegsfotografie, die er dann auch zum Thema seiner Dissertation machte. Als die Agfa Foto-Historama 2005 versteigert werden sollte, gelang es ihm, die Fotosammlung als nationales Kulturgut anerkennen zu lassen und so 11.000 Fotos für das Kölner Museum zu retten. Außerdem konnte er für das Museum Ludwig auch die Sammlung historischer Fotografien von Robert Lebeck, Fotografien von Ursula Schulz-Dornburg, das Archiv Reisewitz (fotoform), die Sammlung Daniela Mrázkowá mit Fotografien der russischen Avantgarde und zuletzt das Man Ray-L. Fritz Gruber Archiv erwerben.

## Ausstellungen (Auswahl)
- Das Agfa Foto-Historama im Wallraf-Richartz-Museum/Museum Ludwig der Stadt Köln, 1986
- An den süßen Ufern Asiens. Ägypten, Palästina, Osmanisches Reich – Reiseziele des 19. Jahrhunderts in frühen Photographien, 1988
- Hugo Erfurth – Photograph zwischen Tradition und Moderne, 1992
- Dom – Tempel – Skulptur. Architekturphotographien von Walter Hege, 1993
- Italien – Sehen und Sterben. Photographien der Zeit des Risorgimento (1845–1870), 1994
- Silber und Salz: Zur Frühzeit der Photographie im deutschen Sprachraum 1839–1860, 1989
- Alles Wahrheit! Alles Lüge! Photographie und Wirklichkeit im 19. Jahrhundert, (Sammlung Robert Lebeck), 1996
- Die Reise zum Nil: 1849–1850; Maxime Ducamp und Gustave Flaubert in Ägypten, Palästina und Syrien, 1997
- Schatzhäuser der Photographie. Die Sammlung des Fürsten zu Wied, 1998
- David Octavius Hill & Robert Adamson. Von den Anfängen der künstlerischen Photographie im 19. Jahrhundert, 2000
- Kiosk. Eine Geschichte der Fotoreportage, (Sammlung Robert Lebeck), 2001
- Ich sehe was, was du nicht siehst! Sehmaschinen und Bilderwelten, (Sammlung Werner Nekes), 2002
- Shooting Stalin – Die wunderbaren Jahre des Fotografen James Abbe, 2004
- Facts – Tatsachen. Fotografien des 19. und 20. Jahrhunderts, 2006
- Chargesheimer 1924–1971: Bohémien aus Köln, 2007
- Marinus – Heartfield: politische Fotomontagen der dreißiger Jahre, 2008
- Bilder machen Leute: Die Inszenierung des Menschen in der Fotografie, 2008
- La Bohème. Die Inszenierung des Künstlers in Fotografien des 19. und 20. Jahrhunderts, Landesmuseum Koblenz, 2010
- Politische Bilder. Sowjetische Fotografien, (Sammlung Mrázkowá), 2009
- Sternstunden des Glamour – Gesellschaftsbilder, Künstlerporträts und Modefotografien des 20. Jahrhunderts, 2011
- Art Spiegelman – Co-Mix. Eine Retrospektive von Comics, Zeichnungen und übrigem Gekritzel, 2012
- Man Ray – L. Fritz Gruber Archiv, 2013

## Werke (Auswahl)
Außer den Katalogen zu den genannten Ausstellungen veröffentlichte Bodo von Dewitz
- Daguerreotypien, Ambrotypien und Bilder anderer Verfahren aus der Frühzeit der Photographie. Zs. mit Fritz Kempe. Reihe: Dokumente der Photographie Band 2, Museum für Kunst und Gewerbe, Hamburg 1983.
- Agfa Foto-Historama Köln. Westermann, Braunschweig 1988.
- So wird bei uns der Krieg geführt. Amateurfotografie im Ersten Weltkrieg. tuduv studie, München 1989.
- Hugo Erfurth: Menschenbild und Prominentenportrait 1902–1936. Wienand, Köln 1989.
- Traffic. Hatje Cantz, Ostfildern-Ruit 2005.
- Schönheit, Macht, Vergänglichkeit: Fotografien aus der Sammlung Seiner königlichen Hoheit Prinz Ernst August von Hannover, Herzog zu Braunschweig und Lüneburg. Steidl, Göttingen 2009.
- Die Geschichte von Gostilitzy: Schloss und Gut des Carl von Siemens bei St. Petersburg. Werner Siemens-Stiftung, Thomas Helms Verlag, Schwerin 2009.
- "... die machen wieder in Familie!" Neugier auf Vergangenheit: Die Geschichte der Familie von Dewitz in Bildern. Hrsg. zs. mit Michael und Werner von Dewitz, Thomas Helms Verlag, Schwerin 2013.
- mit Sabine Bock, Thomas Helms: Die Dorfkirchen von Cölpin, Holzendorf und Krumbeck. Hrsg. Förderkreis Cölpin, Holzendorf und Krumbeck, Verein zur Förderung der Denkmalpflege in Mecklenburg e. V., Thomas Helms, Schwerin 2013. ISBN 978-3-944033-04-4
- Werner von Siemens. Sein Leben, sein Werk und seine Familie. Das Lebenswerk in Bildern. Thomas Helms Verlag Schwerin 2016, ISBN 978-3-944033-39-6.
- Carl von Siemens. Sein Leben, sein Werk und seine Familie. Das Lebenswerk in Bildern. Thomas Helms Verlag Schwerin 2016, ISBN 978-3-944033-40-2.
- Ich liebte helle Farben. Die Malerin Charlotte E. Pauly. Thomas Helms Verlag Schwerin 2018, ISBN 978-3-944033-16-7.

## Auszeichnungen
2002 erhielt er zusammen mit Robert Lebeck für die Ausstellung „Kiosk“ den Annual Infinity Award des International Center of Photography, New York.